# Choco Orta
Virgen Milagros Orta Rodríguez (Santurce, 28 de noviembre de 1959), más conocida por su nombre artístico Choco Orta, es una cantante, percusionista y actriz puertorriqueña de salsa y música tropical.

## Biografía

### Inicios y estudios
Virgen Milagros Orta Rodríguez nació en el barrio de Santurce en San Juan, Puerto Rico, en 1959. Se graduó de la Universidad de Puerto Rico en Pedagogía con concentración en Teatro, y a lo largo de su etapa formativa tuvo la oportunidad de estudiar baile. En cuanto a la percusión, su formación se realizó de forma autodidacta.

### Carrera
Inició su carrera en el mundo del espectáculo a finales de la década de 1970 de la mano del actor y bailarín Antonio Pantojas, y acto seguido apareció en diversas obras teatrales, películas y programas de televisión. Antes de iniciar una carrera musical como solista, Orta participó en las orquestas de Nacho Sanabria, Waldo Borres, Roberto Angleró y Julio Merced.
En 1996 firmó un contrato discográfico con Musical Productions para producir su primer álbum, titulado Sentimiento y sabor. Cinco años después publicó su segundo disco, La reina del sabor. En el año 2004 se radicó en los Estados Unidos, aunque continuó regresando a la isla para seguir trabajando en su carrera musical. En 2009 publicó un nuevo disco, titulado Ahora mismo, con la discográfica SME U.S. Latin.

### Actualidad
En 2022 celebró sus 35 años de trayectoria artística con el lanzamiento del sencillo "Así es mi tierra", junto con el cuarteto tropical Los Hispanos. El mismo año fue homenajeada con un mural frente a la residencia donde nació, en el barrio El Chícharo de su natal Santurce.